# Umučení Žida
Umučení Žida (v anglickém originále The Passion of the Jew) je třetí díl osmé řady amerického animovaného televizního seriálu Městečko South Park.

## Děj
Poté, co Stan, Kyle, Kenny a Cartman uvidí v kině film Umučení Krista, začne každý z nich reagovat po svém. Kyle začne zpochybňovat svou víru, Cartman chce potrestat všechny židy (obleče se jako nacistický vůdce Adolf Hitler) a Stan s Kennym jedou navštívit Mela Gibsona, aby jim vrátil zpátky peníze za lístky do kina.